# NECK
『NECK [ネック]』は、2010年8月21日公開の日本映画、および舞台作品。原案・小説は舞城王太郎。

## 映画

### 概要
作家・舞城王太郎の原案を映画化した「胸キュン♥ホラー」という新しいジャンルに挑戦したホラーコメディ映画。『ラブ★コン』『ハンサム★スーツ』と続く製作チーム3作目となり、白川士はテレビドラマを中心に活躍しており長編映画初監督作品となる。
キャッチコピーは「怖い、けど好き♥」、「"恐怖"と"恋"のドキドキは紙一重!?"胸キュン♥ホラー"エンタテインメント」。
ぴあ初日満足度ランキング（ぴあ映画生活調べ）では第4位と好評価されている。

### あらすじ
大学院生の真山杉奈はおばけを作る研究に没頭。あるとき、同じ大学に通う首藤友和から告白されるがその気は無く、「首藤」という変わった名前に興味を持ち彼を夜の研究室に呼び出す。そこで待っていたのは一つの木箱。これは「ネック・マシーン」という杉奈が開発した恐怖のおばけ開発マシーンであった。

### キャスト
- 真山杉奈（ネック理論を考案した大学生） - 相武紗季[3]
- 首藤友和（杉奈に恋する大学生） - 溝端淳平[4]
- 赤坂英子（魔太郎の担当編集者） - 栗山千明（特別出演）
- 越前魔太郎（本名：古里崇史）（ホラー作家） - 平岡祐太[5]
- 杉奈（幼少期） - 寺本純菜
- 崇史（幼少期） - 花岡拓未
- ゆかりちゃん（杉奈の子供時代の友人） - 未来穂香
- 青島教授 - 板東英二
- 准教授 - 佐藤二朗
- 小池（アメフト部員） - 渡部豪太
- 香織（英子の助手） - 小松彩夏
- 真央（アルバイト） - 河西智美(当時AKB48)
- 山本壮平（人形師） - 鈴木一真
- 岡田（山本の友人） - 温水洋一
- 冥王星O（小説の主人公が実体化） - 細川茂樹
- レポーター - 板尾創路

### スタッフ
- 監督 - 白川士
- 企画プロデューサー - 山田雅子
- 原案 - 舞城王太郎
- 脚本 - 江良至、藤平久子
- 撮影監督 - 中堀正夫
- 編集 - 石川浩通
- 音楽 - Audio Highs
- 音楽プロデューサー - 安藤岳
- VE - 関口明
- スタイリスト - 小泉みち子
- 照明 - 牛場賢二
- 縁目人形製作・操演 - 小池俊幸、植松淳（スタジオ・ノーヴァ）
- 整音 - 室薗剛
- 美術 - 佐々木記貴
- 録音 - 横溝正俊
- 助監督 - 山本亮
- プロダクションスーパーバイザー - 上原英和
- 制作・配給 - アスミック・エース
- 制作協力 - ザ・ワークス
- 製作 - 「NECK」製作委員会（アスミック・エース、ポニーキャニオン、ネルケプランニング、博報堂DYメディアパートナーズ、講談社）

### 主題歌
- MAGIC PARTY「今夜はMAGIC BOX」

## 舞台
2010年2月12日-2月14日、映画に先駆け青山円形劇場で上演された。
映画版とは、モチーフは同じだがストーリーは異なる。また出演者も映画版で主演を務める溝端淳平も映画版とは異なる役で出演している。
当初は板尾創路も出演予定だったが体調不良のため降板。演出の河原雅彦が代役を務めた。
舞台映像が2010年6月26日より新宿バルト9で、梅田ブルク7で7月17日より各2週間限定で劇場上映された。

### キャスト
- 酒井 - 溝端淳平
- 大塚 - 鈴木浩介
- 伊頭 - 森崎博之
- 愛媛川 - 加藤啓
- 安達 - 市川しんぺー
- 小山 - 河原雅彦
- 女 - 初音映莉子

### スタッフ
- 劇作 - 竹内佑
- 演出 - 河原雅彦
- 企画 - 山田雅子
- アソシエイト・プロデューサー - 高橋麗
- プロデューサー - 松田誠、山田雅子
- 制作 - ネルケプランニング
- 主催 - アスミック・エース、ネルケプランニング、講談社

## 小説
映画公開に先駆けて、原案となった小説が刊行されている。
- 舞城王太郎 『NECK』 （2010年7月、講談社文庫、ISBN 978-4-06-276706-4）